# Lord-lieutenant de Kirkcudbright
Ceci est une liste de personnes qui ont servi comme Lord Lieutenant de Kirkcudbright, maintenant le Lord-Lieutenant pour la région de Dumfries et de Galloway (district de Stewartry).
- George Stewart, 8e comte de Galloway 5 novembre 1794 – 1803
- John Stewart, 7e comte de Galloway 28 juin 1803 – 13 novembre 1806
- Thomas Douglas, 5e comte de Selkirk 24 mars 1807 – 8 avril 1820
- George Stewart, 8e comte de Galloway 10 juin 1820 – 1828
- Randolph Stewart, 9e comte de Galloway 9 juillet 1828 – 1845
- Dunbar James Douglas, 6e comte de Selkirk 29 mai 1845 – 11 avril 1885
- Marmaduke Constable-Maxwell, 11e Lord Herries de Terregles 26 mai 1885 – 6 octobre 1908
- Lt Col Robert Francis Dudgeon 9 novembre 1908 – 4 octobre 1932
- Randolph Algernon Ronald Stewart, 12e comte de Galloway 17 novembre 1932 – 1975
- Col Gordon Guthrie Malcolm Bachelor 7 septembre 1975 – 16 novembre 1976
- Walter John Macdonald Ross 1er février 1977 – 29 juillet 1982
- Charles St Clair, 17e Lord Sinclair 24 novembre 1982 – 1989
- Sir Michael Herries 26 juillet 1989 – 6 mai 1995
- Sir Norman Arthur 16 février 1996 – 2006
- Sir Malcolm Ross 2 mars 2006 – présent